# Die Choristin

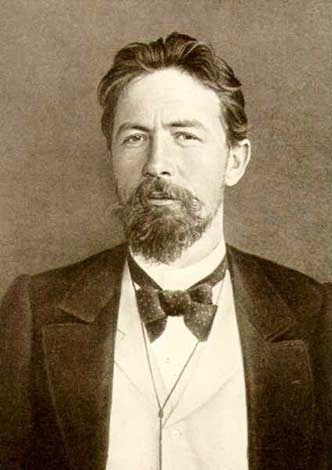
Anton Tschechow

Die Choristin (russisch Хористка, Choristka) ist eine Erzählung des russischen Schriftstellers Anton Tschechow, die am 5. Juli 1886 im Wochenblatt Oskolki erschien.
Als Tolstoi 1903 das erzählerische Werk Anton Tschechows – bestehend aus knapp 500 Titeln – durchsah, hob er daraus fünfzehn Texte mit dem Prädikat „höchste Qualität“ hervor. Einer der herausragenden Titel war Die Choristin.
Wladimir Czumikows Übertragung ins Deutsche wurde 1901 bei Diederichs in Leipzig publiziert. Andere Übersetzungen: 1901 ins Ungarische (A kóristanő), 1902 ins Slowakische (Speváčka), 1904 ins Polnische (Chorzystka), 1920 ins Englische (The Chorus Girl) und ins Norwegische (Korpiken).

## Inhalt
In dieser Gaunergeschichte wird die Chorsängerin Pascha – hier die Choristin genannt – von ihrem „Verehrer“ Nikolai Petrowitsch Kolpakow und seiner angeblichen Ehefrau um ihren Schmuck erleichtert.
Kurz bevor die junge, schöne Unbekannte Paschas Wohnung betritt, muss sich Kolpakow überstürzt im Nebenzimmer verbergen. Die vornehm gekleidete Unbekannte gibt sich also als die Gattin Kolpakows aus und eröffnet Pascha, sie wisse seit langem von dem Techtelmechtel und habe alles beobachtet. Pascha beteuert, es liege kein Seitensprung Kolpakows vor. Eines aber stimme – er käme oft und stets uneingeladen. Die Unbekannte braucht unbedingt heute noch neunhundert Rubel. Kolpakow habe das Geld veruntreut. Verbannung drohe. In dem Fall würden die „Ehefrau“ und die gemeinsamen Kinder verhungern. Pascha hat das Geld nicht.
Dann müsse Pascha eben allen Schmuck, den ihr Kolpakow geschenkt hat, herausgeben. Kolpakow hat Pascha nichts geschenkt, doch sie gibt ihr goldenes Armband, den Rubinring, die Brillantbrosche, die Korallenkette, die goldene Uhr, ein Zigarettenetui, Spangen sowie Ringe und Armbänder heraus.
Nachdem die Unbekannte mit der Beute fort ist, tritt Kolpakow aus dem Nebengelass und beschimpft Pascha, weil sich seine anständige, stolze Frau so erniedrigen musste.

## Adaptionen

### Oper
- 1996 Pascha. Kammeroper in einem Akt (Arbeitstitel Corps de Ballet) von Oliver Gruhn[4], Libretto von Claus H. Henneberg nach Die Choristin.

### TV-Film
- 1998, Russland, VID-TV und Tschechow-Kunsttheater Moskau: Tschechow und Company, Staffel 4 (russisch) von Sinowi Roisman, Dmitri Brusnikin und Alexander Feklistow mit Jewgenija Dobrowolskaja als Pascha, Alexei Scharkow als Kolpakow und Marina Brusnikina als seine „Ehefrau“.

## Deutschsprachige Ausgaben

### Verwendete Ausgabe
- Die Choristin. In: Gerhard Dick, Wolf Düwel (Hrsg.): Anton Tschechow: Das schwedische Zündholz. Kurzgeschichten und frühe Erzählungen. Deutsch von Wolf Düwel. Rütten & Loening, Berlin 1965, S. 156–162.